# Középfölde földrajza
Középfölde J. R. R. Tolkien által megálmodott vadregényes világ. Termékeny síkságok, hófödte csúcsok, népes városok, barátságos falvak, árnyas erdők, perzselő sivatagok teszik olyannyira valóságossá, hogy az ember úgy érzi, létező világról beszélünk. Középfölde pusztán egy kis terület Arda szívében, mégis hatalmas területekről van szó, amelyet az írói lelemény gondosan kimunkált.

## Beleriand

### Doriath
Beleriand nagy sinda királysága, melyet az első kor elején alapított Thingol és Melian. Beleriand első háborúit követően Melian megszőtte Melian övét, hogy védelmezze Neldorethet, Regiont és Nivrimet, Doriath belső területeit. Thingol külső területeket is magáénak vallott, például Brethilt és Dimbart.
Az Első korban Eglador volt a neve. Nevezték még Rejtett Királyságnak, Titkos Királyságnak is.

### Nargothrond
Nargothrond egy város, amelyet Finrod Felagund király a Magas Faroth barlangjaiba vájt Ulmo tanácsára. Az ötletet Menegroth adta neki. Kapuja egy szurdokban volt, a Narog folyó mögött, amire nem építettek hidat. Ugyancsak Nargothrond a neve a birodalomnak, melynek központja ez a rejtett város.
Finrod Felagund alatt élte virágkorát. Ekkor harcosai ellenőrizték a Talath Dirnent, az Őrzött Síkságot. Felagund jó barátságot ápolt Nogrod és Belegost törpjeivel. Felagund a Nirnaeth Aernoediad előtt azonban meghalt, így Orodreth, Felagund öccse Nargothrond királyává lépett elő. Ő nem segített Beleriand többi tündéjén, amiként Felagund tette. Nem volt hajlandó segíteni Dor-Cúarthol urain, Túrin Turambaron és Beleg Cúthailonon, de Túrin végül is eljutott Nargothrondba, és átvette az ellenőrzést a hadsereg felett, és összecsapott Morgoth erőivel. Ezután Morgoth Glaurung, a Sárkányok Apja vezetésével sereget küldött Nargothrond ellen. Orodrethet levágták, Nargothrond hadait szétkergették, és Túrinra Glaurung varázslatot bocsátott, és elrabolta Nargothrond kincseit.

### Gondolin
Gondolin a Tündék egy titkos városa volt Beleriand északi területén. A szilmarilok története szerint egy vala, Ulmo, a Víz Ura, álom formájában fedte fel Turgon előtt Tumladen rejtett völgyének helyszínét. Az Echoriathon, azaz a Környező Hegységen belül, Dorthoniontól éppen nyugatra és a Sirion folyótól keletre egy kör alakú puszta terült el, melynek minden oldalán meredek fal állt, és délnyugatra egy vízmosés és egy kivezető alagút, a Rejtett Út helyezkedett el. A völgy közepén egy meredek domb állt, melynek neve Amon Gwareth, a "Figyelés Hegye" volt. Turgon úgy döntött, hogy egy hatalmas várost alapít itt a valinori Tirion mintájára, amelyet a noldák elhagytak, amikor száműzetésbe vonultak. A várost a tervek szerint a hegyek megvédték és elrejtették volna Morgothtól, a Sötét Úrtól. Turgon és népe Gondolint titokban építették. Miután elkészültek vele, Turgon népének összes tagját magával hozta Nevrastból, hogy a rejtett városban éljenek.

## Eriador
Eriador a neve a Ködhegység és Kék-hegység között elterülő földrajzilag változatos területnek. Az Első Korban nem játszott különösen nagy szerepet, A szilmarilok csupán mint útvonalat említi (nem is név szerint) Beleriand felé, illetve a törpök leírásánál már előfordul Hadhodrond (Moria) neve. A Másodkorban a tündék és az emberek királyságokat alapítottak a területén. A Harmadkorban eleinte virágzó numenori királyság állt itt, ám Arnor hanyatlása, a Fekete Vész, valamint az Angmarral folytatott harcok jelentősen megtizedelték a lakosságát. A kor végére Völgyzugoly, a Brí-vidék és a Megye kivételével szinte teljesen lakatlan volt. Sindarin nyelven a szó jelentése föld.

### Arnor
Jelentése: királyi föld. Középfölde legfontosabb dúnadán királysága volt. Elendil alapította Mk. 3320 körül, ő lett első királya is. Fénykorában a Gwathlo, a Bruinen és a Lhûn közötti terület (azaz gyakorlatilag egész Eriador) tartozott hozzá. Fővárosa 861-ben Fornost lett. A gondok ellenére uralkodói, Isildur utódai, sokáig megőrizték pozíciójukat.

#### Arthedain
A királyság három részre osztása után Arthedainban élt tovább legtovább a királyok vérvonala. Fővárosa Fornost lett. 1974-ig állt fenn, amikor Angmar ura megsemmisítette, királya pedig meghalt.

#### Rhudhaur és Cardolan
Cardolan és Rhudaur Arnor utódállamai voltak, amelyekben azonban hamar kihaltak a királyi ház utódai, és attól kezdve alacsonyabb rendű emberek uralták. Arthedain sokáig jogot formált a két államra, ám a Cardolant elfoglaló gyűrűlidérc, a Boszorkányúr végül mindhárom államot romba döntötte.

### Lindon
Lindon Beleriand elsüllyedt földrészének utolsó felszínen maradt darabja. Zöldellő és derűs vidék, mely Középfölde legnyugatibb részén terül el. A Lúni-öböl két részre, Forlindonra (északon) és Harlindonra (délen) osztja. A Másodkorban ez volt Gil-galad királysága, s a Középföldén maradt noldák többségének otthona. A Másodkorban a tündék, Szauron és az Utolsó Szövetség közt dúló háború során elnéptelenedett királyság Gil-galad halála után összeomlott (ekkor a királyság intézménye is megszakadt). A Harmadkorban ennek ellenére több vándorló tündecsapat is Lindont tekintette otthonának.

#### Mithlond
A név fordítása Szürkerév. Lindonban álló tünde város. Egykor ez volt a nolda nagykirály, Ereinion Gil-galad fővárosa. Halála után a hajóács Círdan lett az itt élő tündék vezetője. Innen kelnek útra a tünde hajók, hogy az egyenes úton eljussanak Valinorba. A Harmadkor végén itt szálltak hajóra a gyűrűhordozók, Elrond, Galadriel, Gandalf, Bilbó és Frodó, ahogy a negyedkorban Csavardi Samu is. Círdan azonban itt marad addig, amíg az utolsó tünde is elhagyja Középföldét.

### A Megye
A hobbitok "országa". A Megye négy fertályát kizárólag hobbitok lakták, akik – bár névleg a király alattvalói – egyáltalán nem avatkoztak a Megyén kívüli világ dolgaiba. A Megye Eriador közepén terül el, az egykori Arnor királyságában. Neve nyugoriul Sûza, "Megye" vagy Sûzat, "A Megye".
A Megye 40 mérföldet tett ki széltében a nyugati Messzi Dombságtól a keleti végéig, a Baranduin (Borbuggyan) hídjáig, és 50 mérföldet a nyugati láptól a déli mocsarakig. Teljes területe körülbelül 18 000 négyzetmérföld. A Megye közepét a Háromfityinges kő jelzi.
Északról és nyugatról a Megyének nincs topográfiai határa, csak az ősi déli és keleti utak és olyan határozatlan földrajzi elemek, mint például a Messzi Dombság.

#### Bakföld
A Borbuggyan folyó és az Öregerdő közti keskeny sávban helyezkedik el. Annak ellenére, hogy Bakföldön is hobbitok éltek, a terület egészen a Gyűrűháború utánig formálisan nem tartozott a Megyéhez.

### Az Öregerdő
Azoknak az ősi erdőknek egy megmaradt darabkája, amelyek a Másodkor előtt egész Eriadort beborították – itt volt az északi csúcsa annak az összefüggő roppant rengetegnek, mely Fangornig ért. A Gyűrűháború idején keleten a Sírbuckák, nyugaton pedig a Nagykerítés határolta, melyet a bakföldi hobbitok ültettek, miután kivágták az erdő egy részét, hogy helyet csináljanak otthonaiknak. Továbbá, itt lakott Bombadil Toma feleségével, Aranymaggal.

### Sírbuckák
A Sírbuckák (más néven Tyrn Gorthad) egy füves, fátlan vidék, alacsony dombokkal a Megye és Brí közötti területen, az Öregerdőtől keletre. Rideg hely, ahol a legtöbb utazó eltéved.
E buckákat először az edánok ősei használták temetkezési helyként az Első korban, még azelőtt, hogy a Keletlakók betörése elől menekülve Beleriandba költöztek volna. Később a Númenor pusztulását túlélő dúnadánok (az edánok utódai, akiket a Másodkortól Nyugathon embereinek is neveztek) visszatértükkor újra itt telepedtek le és a Sírbuckákon temetkeztek.
„Lakóik” a buckamanók, akik rejtélyes lények. Feltehetően a maiák közé tartoznak . A gyanútlan utazókat csapdába ejtik, majd – feltehetőleg – valamiféle rituális szertartás során megölik őket.
Cardolan országához tartozott, amit Angmar támadásai és befolyása legyengítettek. A Nagy Vész azonban végigsöpört a Sírbuckákon is, megtisztítva azt az ellenálló emberek maradékától is. A Boszorkányúr ezt követően küldte ide a buckamanókat, hogy elejét vegyék Cardolan újbóli létrejöttének.

### Brí-vidék
A Brí-vidék egy kicsi erdős terület, az Eriadoron átvezető észak-déli és kelet-nyugati főutak metszéspontjához közel. Ez a vidék volt Középfölde egyetlen olyan része, ahol az emberek és a hobbitok egymás mellett éltek.
A Brí név Tolkien szerint keltául dombot jelent, így az elnevezés jól illik ehhez a helyhez, hiszen Brí és a környező Brí-vidék is egy nagy dombon terül el.
A Brí-vidéknek négy települése volt:
- Brí a vidék nyugati szélén, a nagy Keleti Út és a régi Északi Út kereszteződésétől nem messze található. A falut jórészt emberek lakták, de élt ott néhány hobbit család is.
- Talpas a Brí-domb nyájasabb délkeleti lejtőjén feküdt, délre Fenekestől és Arcsettől. Brín kívül ez volt az egyetlen közülük, melyet a nagy Keleti Útról látni lehetett. Főként hobbitok lakták, akik elsősorban pipafüvet termesztettek.
- Fenekes a Cset-erdő mellett, a Brí-domb keleti oldalán lévő völgyben épült, Talpas és Arcset között. A faluban leginkább emberek éltek, akik mezőgazdaságból tartották fenn magukat.
- Arcset északon, a Cset-erdőben feküdt, és elsősorban emberek lakták.

### Szelesdombok
Arthedain és Rhudhaur határán található dombság. Fontos védelmi vonal volt az Angmar elleni háború korában, mert itt volt az egyik legfontosabb erőd: Amon Sûl, Széltető. Innen a környék teljes egésze belátható volt.

### Angmar
Bővebben: Angmar
Angmar a középföldei harmadkor 1300-as évei elején született, és 1975-ig állt fenn. A gonosz birodalmai közé tartozott, melyet a Gyűrűlidércek hódítottak el az északi dúnadánok területéből, Arnorból (amely, mint királyság, ekkor már több évszázada nem is létezett), és az utódbirodalmak elleni harc bázisaként használtak.

### Völgyzugoly
Völgyzugoly (sinda nyelven:Imladris) egy tünde erődítmény Középföldén, amely a J. R. R. Tolkien által létrehozott kitalált birodalomban van. Szokták még „a Tengertől keletre az Utolsó Meghitt Otthon”-nak is nevezni utalva ezzel Valinorra, amely a tengertől nyugatra van. (A babó c. könyvben Az Utolsó Otthonos Háznak fordította Szobotka Tibor). A Másodkorban alapította Elrond, lakói részben lindoni nemestündék, akiket Gil-galad tünde-király Elrond élén az ostromlott és elpusztított Eregion felmentésére küldött, részben noldák és sindák, akik az országból menekültek. Lindon fényének leáldozása után Középföldén a legtöbb nolda Völgyzugolyban lelt menedéket, többek között Glorfindel és Elrond gyermekei is (Elladan, Elrohir és Arwen). Völgyzugoly urának Elrondot tekintik lakói, főként bölcsessége és tudása miatt, amely hosszú korszakokat ér át.

### Magyalföld
Tünde ország Eriador délkeleti részén, a Ködhegység lábánál. A Másodkor elején alapították. Vitatott, hogy ura Galadriel vagy Celebrimbor volt, bár az előbbi valószínűbb. A közeli törp várossal, Moriával élénk kapcsolatokat tartottak fenn. Sauront itt fogadták be, miután Lindonban nem járt sikerrel, és itt készítette Eregion kovácsaival a Hatalom Gyűrűit. Miután Celebrimbor rájött, hogy Sauron egy uralkodó gyűrűt is készített, 1700-ban megtámadta és lerombolta Ost-in-Edhilt, és visszaszerezte a gyűrűket. A túlélők Lindonba, illetve Elrond vezetésével Völgyzugolyba menekültek.

### Dúnföld
Eriador legdélibb része Magyalföldtől a Fehér-hegységig. Vademberek lakták, a két númenori királyságot összekötő utat kivéve nem játszott szerepet a regényekben. Innen származnak a crebainok, azok a madarak, melyeket Szarumán kémkedésre használt a Gyűrűk Ura cselekménye idején.

## Rhovanion (Vadonföld)
A Ködhegységtől keletre fekvő terület összefoglaló neve. Többnyire csak a Bakacsinerdőt és közvetlen környezetét értik alatta, de a bővebb értelmezés szerint a Bruinen gázlójától keletre és Lothlórien erdejétől északra fekvő terület összefoglaló neve.

### Bakacsinerdő
A másodkorban települtek be ide a sindák és az erdőtündék, a királyuk Oropher volt. Oropher elesett a Dagorladi Csatában, és az itteni tündék királya Oropher fia, Thranduil lett. Nem szívelte a törpöket. Kereskedelmet folytatott Dorwinionnal.
A harmadkorban, 1100 körül Szauron Dol Goldurba ment. Kiszorította Thranduilt a Bakacsinerdő déli részéből. A Fehér Tanács rájött, hogy egy gonosz hatalom fészkelte be magát Dol Goldurba, és odaküldte kémkedni Gandalfot. Ő első ottléte alatt még nem tudta megállapítani, hogy ki Dol Goldur Varázslója, másodszor viszont rájött, hogy a lény nem más, mint Szauron. 2941-ben a Fehér Tanács lerohanta Dol Goldurt. Szauron Mordorba menekült. 30 évvel később Dol Goldur kezdett újra benépesedni. A Gyűrűháborúban Dol Goldurból támadás érte Lórient és az Északi Bakacsinerdőt is. Barad-dûr bukása után Galadriel átkelt az Anduinon, és megsemmisítette Dol Goldurt.

### Dorwinion
Dorwinion ("a Bor Földje"); kellemes, termékeny vidék a Vadonföld keleti és Rhún nyugati peremén, mely kiváló borairól híres. Az itt élők az esgarothi, a suhatagi és a keleti emberek rokonai, akik a vegyesházasságok és a kereskedelem révén sok különös szót és szokást szedtek fel. Az erdőtündék különösen nagyra értékelik Dorwinion borait és a tavi emberek élénk kereskedelmet folytatnak a dorwinioni szőlősgazdák és Thranduil király népe között. Rhovanion, a Nyugat és a Kelet között szinte csak Dorwinionon keresztül lehetséges békés kapcsolat.

### Erebor
Egy magányos hegy a Bakacsinerdőtől keletre.

### Suhatag
Város a Magányos hegy lábánál. Smaug rombolta le.

## A Ködhegység mentén

### Moria
Mória Középföldén, az Eriadort és Rhovaniont elválasztó észak-déli irányú Ködhegység gyomrában elhelyezkedő, a törpök által épített földalatti barlang-városállam. A hegységet széltében, nyugat-keleti irányban szeli át. Mória sokszintű bányarendszerét megannyi alagút, tágas csarnok, mélyen a földbe nyúló tárna sokasága alkotja, mely a törpök egykori híres gazdagságát dicséri.
A városnak két nagy kapuja van, az egyik nyugatra, Magyalföld (Eregion) felé, a másik keletre, az Azanulbizarra nyílik.
Mória volt Középfölde egyik legnagyobb és legnagyobb gazdasági jelentőségű bányája. Gazdagsága nem elsősorban a vas, ezüst, vagy arany kitermeléséből származott, hanem a mithril nevű rendkívül értékes (és általában hadászati célokra használt) nemesfém bányászatából.
Ide menekült be a víziszörny elől Frodó, Samu, Pippin, Trufa, Legolas, Gimli, Boromir, Aragorn és Gandalf. Gimli ott tudta meg, hogy meghalt rokona, Balin (akit a Hobbitból ismerhettünk meg Bilbó kalandjai során), Mória ura. Gandalf a Móriát ismét birtokba vevő törpök naplóját olvasta, amikor Pippin lelökött egy csontvázat a kútba. Ezt az ellenség meghallotta és a nyakukra mentek. Volt velük egy barlangi troll, akit a végén megöltek. Azt hitték, hogy Frodó meghalt, mert egy lándzsát döfött át rajta a troll. Szerencsére korábban Bilbó adott neki egy mithrilből készült páncélt, így nem halt meg.

### Lothlórien
Hasonlóan a Bakacsinerdő északi részén élő tündékhez, a lothlórieniek is erdőtündék voltak, az egykori nandák utódai. Eredetileg a Felső-Anduin mindkét oldalán éltek és azok tartoztak közéjük, akik visszautasították az átkelést a Ködhegységen (Hithaegliren). Így ragadt rájuk később az Avari (vonakodó, visszautasító) név. Lothlórien tünde neve Laurelindórenan volt, később ez a név lerövidült vélhetőleg, mivel az erdő nem terjedt. A későbbi 'Lórien' neve is a 'Lothlórienből' ered.

### Fangorn-erdő
Az Entek és a Huornok birodalma. A legidősebb entről, Fangornról(Szilszakáll) kapta a nevét (bár az is lehet, hogy épp fordítva). A fangorn sinda szó jelentése: (szil)fának szakálla.
A Fangorn erdő valójában annak a hatalmas erdőségnek a legkeletibb maradványa, amely teljes Eriadoron és Calenardhonon húzódott végig az Első korban és a Másodkorkezdetén. Az erdő maradékát elpusztították az emberek és Szauron. Ez volt Szilszakáll birodalmának legősibb része, és az entek utolsó menedéke.

### Vasudvard
Vasudvard a númenoriak erődítménye. A Harmadkor 2758. évében Szarumán megkapta Orthanc kulcsait a Helytartótól, és elfoglalta az erődítményt. Ahogy átfordult Szauron oldalára, úgy pusztította el Vasudvard természetes élővilágát, és épített különböző műhelyeket galád tervének megvalósítására. Ez idő óta hívják Vasudvardot Nan Curunírnak – a Mágus völgyének.
Vasudvardot egy természetes kör alakú (egy mérföld átmérőjű) természetes keletkezésű fal vette körül, a Ködhegység utolsó csúcsának, a Methedrasnak völgyében. A gyűrű által közrefogott terület a közepe felé mélyedt, így egy tányér alakú medence közepén állt Orthanc tornya. A torony körülbelül 150 méter magas volt. Orthanc tornya, ahogy Tolkien írja, olyan volt, "mintha nem is emberkéz műve lenne, hanem a hegyek ősi kínja gyötörte volna ki a föld testéből." Bár ezt megcáfolják legkorábbi rajzai, ahol a torony egy többszintes épületnek van feltüntetve. A torony egy kemény kőzetből lett kifaragva, oly keményből, ami kiállta az entek dühét.
Kezdetben Vasudvard egy kellemes fákkal övezett liget volt, aminek egyik részén egy tó felszínét borzolta a lágyan fújó szél. Ezt az édeni tájat pusztította el Szarumán, hogy helyet és tüzelőt csináljon kovácsműhelyeinek és tenyésztárnáinak.
Miután az entek lerohanták, és elárasztották a területet, a gyűrűn belül kialakult egy tó, melynek közepén ott magasodott Orthanc tornya.

## Gondor
Középfölde dúnadán királyságainak legnagyobbika. Isildur és Anárion alapította Középföldére érkezésük után. Fővárosa kezdetben Othgiliath, később Minas Tirith, a fehér város. Egykor Gondorhoz tartozott Minas Ithil, amit az Angmari Boszorkányúr a gyűrűlidércekkel elfoglalt, és átnevezték Minas Morgulnak. Legnagyobb kiterjedése során északon elérte a Celebrantot, keleten a Rhûn-tengert, délen pedig az utolsó városa Umbar volt. A jelentése sindarin nyelven kő-föld.

### Osgiliath
Gondor megalapítása után e város lett Gondor fővárosa, ahol elhelyezték a fő palantírt. Védelmére építették Minas Anort (A Felkelő Nap tornya) és Minas Ithilt (A Felkelő Hold tornya). Kezdetben ebben a városban kormányoztak a királyok, ám a későbbi háborúk nyomán Ithiliával együtt perifériává süllyedt, közigazgatási szerepét Minas Tirith (egykor Minas Anor) vette át.
Mivel az Anduinon egyedül Osgiliathban épült kőhíd, ezért a város mindig fontos célpontja volt Mordor seregeinek. Boromir távoztával Denethor gondori helytartó kisebbik fia, Faramir kapitány parancsnokságára volt bízva a város védelme (Cair Androssal és Ithiliával együtt). Az offenzívát azonban a gyengébb gondori sereg nem tudta megállítani – Osgiliath elesett. Minas Tirithbe visszatérve azonban Denethor megparancsolta fiának, hogy feltétlenül szerezze vissza azt, amit hozzá nem értése folytán elvesztett. Így Faramir kénytelen volt kilovagolni lovasaival Minas Tirithből, ám Osgiliathot nem sikerült visszafoglalniuk. Menekülésük során Faramir halálosnak tűnő sebet kapott, ráadásul a Nazgûlok is súlyos pszichikai sérülést okoztak neki, ám Aragorn, Gondor későbbi királya meggyógyította őt.

### Minas Tirith
A Gondor megalapítását követően épült első városok egyike. Eredeti neve Minas Anor, azaz a Felkelő nap tornya. A város a Fehér-hegység legkeletibb tagjának, a Mindolluin hegyének lábánál épült fel. Miután Osgiliath elesett, ide költözött át a királyi udvar, ez lett Gondor fővárosa. A Harmadkor 2002. évében, Minas Ithil elestével új nevet kapott, így lett Minas Tirith, az Őrtorony. A város az Őrhegyen épült, amely egy kisebb, csaknem kör alakú hegy volt. A város jellegzetessége a hatalmas kőbástya, sziklakiszögellés, amely a hét szintű város legalsó szintjétől a fellegvárig magasodott, és "éle, mint a hajóorr nézett keletre". Tolkien leírása alapján a város "olyan erős és olyan régi" volt, "mintha nem is emberkéz építette volna, hanem óriások faragták volna ki a sziklakőből".
A város hét szinten épült, mindegyik szintjét egy fal védte. Mindegyik falnak külön kapuja volt. Az első szinten, a Nagykapuval szemben húzódott a sziklakiszögellés lába. A Fellegvárba vivő kacskaringós útra bal kéz felé lehetett rátérni. Erről ágazott le egy utca, ahol a Régi Vendégház áll, ez volt a Mécseskészítők utcája, a Rath Celerdain. Tovább folytatva az egyszer jobbra, majd balra kanyarodó utat egyre feljebb jutunk az Őrhegy lejtőin. A hatodik szint déli oldalán volt az Ispotály épülete és az istállók. Az istállók mellett közvetlenül egy alagút vájta át a sziklakiszögellést. Ezt az utat követve egy lépcsős feljárón lehetett feljutni a Fellegvárba. A Fellegvárban állt a királyok Fehér Fája és itt magasodott Ecthelion Fehér Tornya, valamint a Királyi Palota. Az Őrhegyet egy lapos hegyhát kötötte össze Mindolluin hegyével, ezen a hegyháton álltak a hajdani királyok és helytartók sírjai. A hatodik szintről út vezetett ide, de ezt a Fen Hollen, a Zárt Ajtó őrizte. A kapun átlépve húzódott a Rath Dínen, a Csendes Út.

### Pelargir
Pelargir Gondor legősibb városa, ami a hűségesek menedéke volt a Másodkorban. Itt kötöttek ki Elendil fiai Númenor bukása után és itt horgonyoztak Gondor hajóskirályainak hajóhadai. A Harmadkorban Pelargir Gondor többi részéhez hasonlóan hanyatlásnak indult, de továbbra is forgalmas kikötő maradt. A Negyedkor kezdetén a királyság visszaállítása után Pelargir ismét Gondor kereskedelmének kiindulópontja.

### Harondor
Gondor déli része.

## Rohan
A rohírok országa, királysága, ami valamikor Gondor része volt, és ekkor Calenordhon néven ismerték. A jelentése sindarin nyelven ló-föld.

### Edoras
A Rohani Királyság fővárosa. A Fehér-hegységtől északra egy magányos dombon található. Itt, Meduseld Aranycsarnokában székel Rohan királya.

### Helm-szurdok
A Helm-szurdoki várat a történelem során még senkinek sem sikerült bevennie. Éppen ezért ide menekült Théoden Vasudvard seregei elől. Az éjszaka lezajlott csatában Szarumán seregei vereséget szenvedtek, ezzel lehetővé vált Rohan felszabadítása és a segítségnyújtás Gondornak.

## Mordor
Nyugaton és délen az Ephel Duath, az Árnyék-hegység, északon az Ered Lithui, a Hamu-hegység által határolt, vulkanikus terület.

### Minas Morgul
Minas Morgul (sindarin nyelven a Boszorkányság Tornya), korábbi nevén Minas Ithil (A Hold Tornya), város Mordor nyugati szélén, az Ephel Dúath lábánál. Elendil fia Isildur építette a Másodkor vége előtt. A város a Minas Ithil, a Hold Tornya nevet kapta. Itt élt Isildur feleségével, gyermekeivel (Elendur, Aratan, Ciryon és Valandil), ameddig Szauron elő nem jött Mordorból, megszállta Minas Ithilt, és elégette az ott elültetett Fehér Fát. Miután Szauront megdöntötték, a torony ismét Gondorhoz került. De a Fekete Vészben sok gondori meghalt, és az őrök, akik a Mordort őrző tornyokban laktak, elpusztultak. Angmar megdöntése után, 2000-ben az Angmari boszorkánykirály ostrom alá vette a tornyot, és az ott maradt néhány századot, akiket Earnil betelepített, lemészárolták. Ezután a Boszorkányúr és a Gyűrűlidércek lakhelye lett. Később innen indult el az Osgiliath bevételére kiállított hadsereg. A Gyűrűháború után lerombolták.

### Morannon
A Harmadkor kezdetén, miután az Utolsó Szövetség legyőzte Szauront, Gondor erődöket épített Mordor határain, hogy szemmel tarthassa az ott élő gonosz teremtményeket. A legnagyobb erődök Cirith Gorgornál, a Kísértethágónál álltak, mert itt volt a legkönnyebb átjárni a hegyek között. Miután a Fekete Vész idején Gondor népessége megfogyatkozott, 1636-tól az erődök elhagyatottá váltak, Gondor felhagyott őrzésükkel. Később, Szauron visszatérésével ismét helyőrségekké váltak.
A mély hegyszorost egy köves lejtő zárta le, amibe egyetlen vaskaput vágtak, három boltozatos kapunyílással. Ez volt a Morannon, a Fekete Kapu. A sziklák mindkét oldalán barlangokat, járatokat vájtak a kőbe. A hágó nyílásából, talapzatukkal egy árokforma völgybe állva, két kopár, fekete csúcs nyúlt ki, rajtuk az Agyartornyokkal: a Narchosttal (tűzerőd) és a Carchosttal (fogerőd). A tornyok ablakai északra, keletre és nyugatra néztek, a Morannonhoz vezető utakra: északon Dagorladra, keleten Rhûnra, nyugaton Minas Morgul felé és onnan a Haradba vezető utakra.

### Barad-dûr
Barad-dûr, Mordor tornyai közül a leghatalmasabb. Nem sokkal azután épült, hogy Szauron megalkotta az Egy Gyűrűt. Ez volt a Sötét Úr legnagyobb erődje, amelyet a Gyűrű hatalmával emelt, hogy az alapjait mindaddig ne lehessen megingatni, amíg a Gyűrű létezik. A legmagasabb tornyot a csúcsától az ezernyi börtön mélyéig Szauron hatalma járta át.

### Orodruin
A Gorgoroth-síkság délkeleti végén áll Orodruin vulkánja, a Tűz Hegye vagy Végzet Hegye (sinda nyelven Amon Amarth). Kitöréseinek fénye vészjósló, narancsvörös fényt vet a Mordor fölött lebegő sűrű felhőtömegre. A talaj repedéseiből tűz és forró gőz tör fel, a földet fullasztó vulkáni hamu borítja.
A vulkán katlanjában készítette el Szauron az Egy Gyűrűt, és itt is kellett elpusztítani.

### Dagorlad
Történelmileg Mordorhoz tartozik a Dagorlad, a Csatamező is. Ez a Cirith Gorgor előtt elterülő síkság nagy csaták színtere volt, innen a név. Maga a terület száraz síkság volt a hegyek és a mocsár között.

## Haradwaith
Középfölde déli része. Ez a hatalmas terület inkább Afrika tájaira hasonlít. Főként déli emberek és fél-trollok lakják a vidéket.

## Rhûn
Vadonföldtől keletre eső területek. A füves pusztákat keletlakók népesítik be, valamint itt található Középfölde legkeletebbik hegylánca, a Vörös-hegység.

## Középfölde hegységei
- Hithaeglir (Köd-hegység – Misty Mountains)
- Ered Nimrais (Fehér-hegység – White Mountains)
- Ephel Duath (Árnyék-hegység – Mountains of Shadow)
- Ered Lithui (Hamu-hegység – Ash Mountains)
- Ered Luin (Kék-hegység – Blue Mountains)
- Angmar hegyei (Mountains of Angmar)
- Ered Mithrin (Szürke-hegység – Grey Mountains)
- Ered Engrin (Vas-hegység – Iron Mountains)
- Emyn-nu-Fuin (Bakacsinerdei-hegység – Mountains of Mirkwood)
- Orocarni (Vörös-hegység – Red mountains)

## Középfölde folyói
- Anduin (A nagy folyó – The Great River)
- Nimrodel

A Nimrodel folyó a Köd-hegység lankáitól indul ezután Lothlórien erdejét szeli át majd az Anduin folyóba torkollik.
- Celebrant

A Celebrant folyó is a Köd-hegységtől indul, de valamivel hamarabb még Lothlórien erdeje előtt a Nimrodel folyóba torkollik.
- Ezen neve nem ismert (Vidám folyó – Gladden River)

Lothlórientől valamivel északabbra szintén a Köd-hegység fakasztja magából e folyó vizét ami az Anduin folyóba torkollik.
- Gwathló (Szürke folyó – Grey River)
- Bruinen (Hangos folyó – Loud River)
- Mitheithel (Deres folyó – Hoarwell)
- Glanduin
- Baranduin (Borbuggyan-Brandywine)
- Lhun or Lune (River of Lhun and Lune)
- Celduin (Sebes folyó – River Running)
- Ezen neve nem ismert (Erdei folyó – Forest River)
- Ezen neve nem ismert (Fekete folyó – The Black River)
- Carnen (Vörös folyó – Red River)
- Ondoló (Entwash)
- Isen (Vas folyó – Angren the Iron River)

Az Isen folyó a Köd-hegység déli végpontjától indul átszelve Argenost, a rohani mezőket, érintve Dunlandot és Enedwaith területét, amíg bele nem torkollik a Belegaer tengerbe.
- Adorn

Az Adorn folyó a Fehér-hegységből fakad kb. az Isen folyó felénél beletorkollik abba, érinti Enedwaith, Gondor és Rohan területeit mint egy természetes határként működve.
- Nurn
- Nargil
- Lefnui
- Calenhir
- Morthond
- Ciril
- Ringló
- Gilrain
- Serni
- Sirith
- Celos
- Tumladen